# USS Marts (DE-174)
USS Marts (DE-174) là một tàu hộ tống khu trục lớp Cannon từng phục vụ cùng Hải quân Hoa Kỳ trong Chiến tranh Thế giới thứ hai. Nó là chiếc tàu chiến duy nhất của Hải quân Hoa Kỳ được đặt cái tên này, theo tên thủy thủ Alvin Lee Marts (1923-1942), người từng phục vụ trên tàu tuần dương hạng nặng New Orleans (CA-32), đã tử trận trong trận Tassafaronga vào ngày 30 tháng 11, 1942 và được truy tặng Huân chương Chữ thập Hải quân. Nó đã phục vụ trong chiến tranh cho đến tháng 3 năm 1946, khi được chuyển cho Hải quân Brazil, và tiếp tục phục vụ như là chiếc Bocaina (D-22) cho đến năm 1975. Con tàu bị tháo dỡ sau đó.

## Thiết kế và chế tạo
Lớp Cannon có thiết kế hầu như tương tự với lớp Buckley dẫn trước; khác biệt chủ yếu là ở hệ thống động lực Kiểu DET (diesel electric tandem). Các động cơ diesel đặt nối tiếp nhau dẫn động máy phát điện để cung cấp điện năng quay trục chân vịt cho con tàu. Động cơ diesel có ưu thế về hiệu suất sử dụng nhiên liệu, giúp cho lớp Cannon cải thiện được tầm xa hoạt động, nhưng đánh đổi lấy tốc độ chậm hơn.
Vũ khí trang bị bao gồm ba pháo 3 in (76 mm)/50 cal trên tháp pháo nòng đơn có thể đối hạm hoặc phòng không, một khẩu đội pháo phòng không Bofors 40 mm nòng đôi và tám pháo phòng không Oerlikon 20 mm. Vũ khí chống ngầm bao gồm một dàn súng cối chống tàu ngầm Hedgehog Mk. 10 (có 24 nòng và mang theo 144 quả đạn); hai đường ray Mk. 9 và tám máy phóng K3 Mk. 6 để thả mìn sâu. Con tàu vẫn giữ lại ba ống phóng ngư lôi Mark 15 21 inch (533 mm). Thủy thủ đoàn đầy đủ bao gồm 15 sĩ quan và 201 thủy thủ.
Marts được đặt lườn tại xưởng tàu của hãng Federal Shipbuilding and Drydock Company ở Newark, New Jersey vào ngày 26 tháng 4, 1943. Nó được hạ thủy vào ngày 8 tháng 8, 1943, được đỡ đầu bởi cô Betty Marts, và nhập biên chế cùng Hải quân Hoa Kỳ tại Xưởng hải quân New York vào ngày 3 tháng 9, 1943 dưới quyền chỉ huy của Hạm trưởng, Thiếu tá Hải quân Carl Morton Fellows.

## Lịch sử hoạt động

### USSMarts
Sau khi hoàn tất việc chạy thử máy huấn luyện tại khu vực Bermuda, Marts khởi hành từ New York vào ngày 4 tháng 11, 1943 để phục vụ hộ tống vận tải ngoài khơi bờ biển Đại Tây Dương của Nam Mỹ. Nó đi đến Trinidad vào ngày 9 tháng 11, và trong năm tháng tiếp theo đã phục vụ cùng Đệ Tứ hạm đội trong vai trò hộ tống tàu bè đi lại giữa Trinidad và Recife, Brazil. Nó đã hộ tống cho tàu tuần dương hạng nhẹ Omaha (CL-4) khởi hành từ Bahia, Brazil vào ngày 23 tháng 5, 1944 để hoạt động tuần tra tại khu vực Trung tâm Đại Tây Dương truy tìm tàu ngầm U-boat Đức; nó quay trở về Bahia vào ngày 5 tháng 6. Sau đó nó thực hiện hai chuyến tuần tra khác, rồi hộ tống cho Omaha đi đến Gibraltar vào ngày 13 tháng 7, và quay trở về Recife vào ngày 23 tháng 7.
Từ ngày 24 tháng 7 đến ngày 3 tháng 8, Marts hộ tống bảo vệ cho chiếc tàu rải cáp CS Cambria làm nhiệm vụ sửa chữa cáp điện tín xuyên Đại Tây Dương bị hỏng ngoài khơi bờ biển Brazil. Sau đó, trong giai đoạn từ ngày 22 tháng 8 đến ngày  12 tháng 11, nó gia nhập Đội hộ tống 24 và phối hợp cùng tàu sân bay hộ tống Tripoli (CVE-64) để hoạt động tuần tra tìm-diệt tàu ngầm tại Đại Tây Dương. Nó đã thực hiện bốn chuyến tuần tra từ căn cứ Recife, và sau khi được sửa chữa vòm sonar tại Bahia đã lên đường đi Trinidad, đến nơi vào ngày 5 tháng 12. Con tàu tiếp tục nhiệm vụ hộ tống vận tải tại khu vực, hộ tống một đoàn tàu buôn đi Recife từ ngày 6 đến ngày 18 tháng 12, và tiếp tục nhiệm vụ hộ tống các đoàn tàu đi lại giữa các cảng Brazil và Trinidad cho đến cuối tháng 1, 1945. Nó gia nhập cùng Cincinnati (CL-6) tại Bahia vào ngày 1 tháng 2 để hộ tống chiếc tàu tuần dương hạng nhẹ tuần tra tại vùng biển Nam Đại Tây Dương cho đến khi quay trở về Recife vào ngày 10 tháng 2.

### Bocaina(D-22)

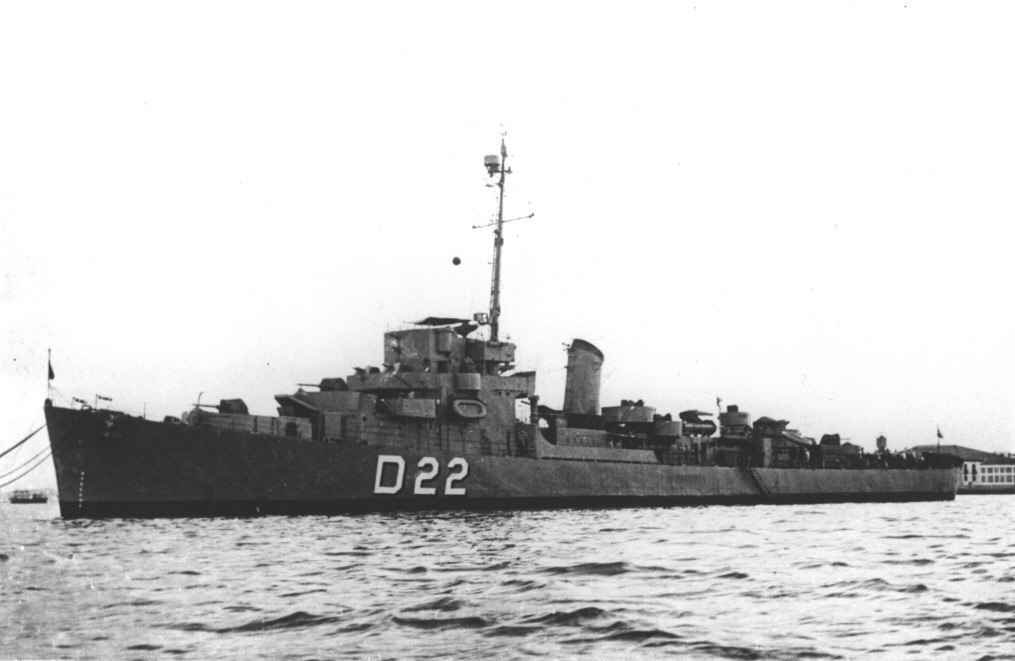
Tàu frigate Brazil Bocaina (D-22).

Được dự định để chuyển cho chính phủ Brazil trong khuôn khổ Chương trình Cho thuê-Cho mượn (Lend-Lease), Marts đi đến Căn cứ Hải quân Natal vào ngày 2 tháng 3 để bắt đầu huấn luyện thủy thủ đoàn người Brasil. Nó chính thức rút biên chế khỏi Hải quân Hoa Kỳ vào ngày 20 tháng 3, 1945 và đồng thời nhập biên chế cùng Hải quân Brazil như là chiếc Bocaina (D-22). Con tàu được hoàn trả trên danh nghĩa cho Hoa Kỳ vào ngày 30 tháng 6, 1953, nhưng được Hoa Kỳ chuyển quyền sở hữu cho Brazil trong khuôn khổ Chương trình Viện trợ Quân sự và rút tên khỏi danh sách Đăng bạ Hải quân vào ngày 20 tháng 7, 1953. Nó tiếp tục phục vụ cùng Hải quân Brazil cho đến khi ngừng hoạt động và bị tháo dỡ vào năm 1975.

## Phần thưởng
Nguồn: Navsource Naval History
|  |  |

| Huân chương Chiến dịch Hoa Kỳ | Huân chương Chiến thắng Thế Chiến II |